# Gert Kießling

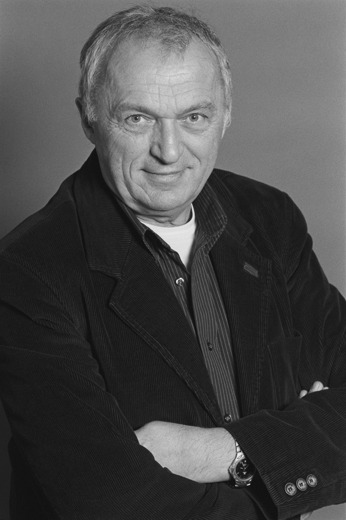
Gert Kießling

Gert Kießling (* 7. Juli 1944 in Böhlitz-Ehrenberg bei Leipzig) ist ein deutscher Kabarettist und Schauspieler.

## Leben
Nach dem Schulbesuch in Leipzig absolvierte Kießling eine Berufsausbildung zum Fernmeldemonteur und wurde danach Dekorateur an der Leipziger Oper. Danach studierte er an der Berliner Schauspielschule.
Nach abgeschlossenem Schauspielstudium engagierte ihn das Thüringer Landestheater Eisenach. Nach seinem Wechsel zur „Distel“ gab er dort 1978 mit dem Programm „Einsteigen bitte“ (Regie: Otto Stark) sein Debüt. In den Folgejahren arbeitete er mit verschiedenen Regisseuren und künstlerischen Leitern der Distel zusammen (Otto Stark, Gisela Oechelhaeuser, Heinz Lyschik, Peter Ensikat, Frank Lüdecke u. a.). Der heutige künstlerische Leiter der Distel, Frank Lüdecke, bezeichnet ihn als „eine der letzten kabarettistischen Urgewalten“.

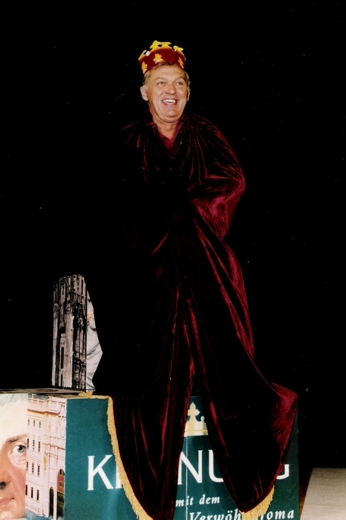
Gert Kießling im Distel-Programm Kaiser, König Bertelsmann, 2001

In fast 30 „Distel“-Jahren wirkte Kießling in über 30 Programmen mit und brachte weit mehr als eine Million Zuschauer zum Lachen. Am 8. Oktober 2007 spielte er mit dem Programm „Nullrunde“ seine letzte Vorstellung an der Distel.
Darüber hinaus arbeitete Kießling als Synchronsprecher. Er ist u. a. die deutsche Stimme des „Holm“ in der dänischen Kultserie „Die Olsenbande“. Außerdem synchronisierte er Stan Laurel in den DEFA-Fassungen der Laurel-und-Hardy-Filme: Die Leibköche seiner Majestät und Die Teufelsbrüder (Fra Diavolo). Er wirkte in diversen Fernsehproduktionen mit, z. B. der Satire-Sendung „Der scharfe Kanal“, sowie bei Gastauftritten bei den „Mitternachtsspitzen“ im WDR.

## Theaterengagements
- Thüringer Landestheater, Eisenach
- Kabarett „Die Kneifzange“
- Kabarett-Theater „Distel“, Berlin

## Wichtige Theaterproduktionen mit dem Kabarett Distel
- 1978: Einsteigen Bitte (Regie: Otto Stark)
- 1979: Danke Weiterlachen (Regie: Otto Stark)
- 1980: Liebe und Hiebe – Aus 100 Jahren Kabarett (Regie: Otto Stark)
- 1981: Glück, dass wir es haben (Regie: Wolfgang E. Struck)
- 1982: Vom ich zum wir (Regie: Otto Stark)
- 1984: Für- und Widersprüche (Regie: Eckehard Dennewitz)
- 1985: Die Poesie Ich pfeif auf Sie (Regie: Herbert Fischer)
- 1986: An Mut sparet nicht trotz Mühe (Regie: Hans-Georg Simmgen)
- 1986: Immer rin in die jute Stube (Regie: Otto Stark)
- 1988: Wir handeln uns was ein (Regie: Peter Tepper)
- 1990: Über-Lebenszeit (Gisela Oechelhäuser)
- 1991: Wir sind das letzte (Regie: Gisela Oechelhäuser/Peter Ensikat)
- 1992: Diesseits von Gut und Böse (Regie: Gisela Oechelhäuser/Peter Ensikat)
- 1992: Wir haben uns übernommen (Regie: Gisela Oechelhäuser/Peter Ensikat)
- 1993: Völker hört das Finale (Regie: Peter Ensikat)
- 1994: Wir sind doch nicht betroffen (Regie: Gisela Oechelhäuser/Peter Ensikat)
- 1995: Im Westen geht die Sonne auf (Regie: Gisela Oechelhäuser/Peter Ensikat)
- 1995: Rette uns wer kann (Regie: Gisela Oechelhäuser/Peter Ensikat)
- 1996: Wir lachen uns tot (Regie: Gisela Oechelhäuser/Peter Ensikat)
- 1997: Orpheus auf Eurydike (Regie: Gisela Oechelhäuser/Peter Ensikat)
- 1998: Alle Brüder werden Menschen (Regie: Gisela Oechelhäuser/Peter Ensikat)
- 1998: Man trifft sich (Regie: Gisela Oechelhäuser/Peter Ensikat)
- 1998: Macht was Ihr wollt (ich mache mit) (Regie: Peter Ensikat)
- 1999: Nur fliehen ist schöner (Regie: Jürgen Kern/Peter Ensikat)
- 2000: Wir fassen zusammen (Regie: Peter Ensikat)
- 2001: Kaiser König Bertelsmann (Regie: Peter Ensikat)
- 2003: Robinsöhne, reif für die Insel (Regie: Peter Ensikat)
- 2004: Torschusspanik (Regie: Martin Maier-Bode)
- 2005: Ein Lied umgeht die Welt (Regie: Peter Ensikat)
- 2006: Nullrunde (Regie: Horst-Gottfried Wagner)

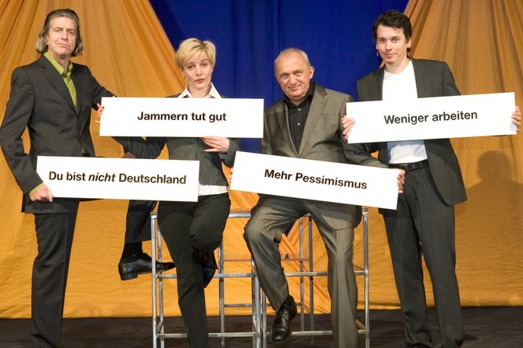
Edgar Harter, Dorina Pascu, Gert Kießling und Timo Doleys in der Distel-Produktion Nullrunde, 2006